# Bankisus carinifrons
Bankisus carinifrons is een insect uit de familie van de mierenleeuwen (Myrmeleontidae), die tot de orde netvleugeligen (Neuroptera) behoort. 
Bankisus carinifrons is voor het eerst wetenschappelijk beschreven door Esben-Petersen in 1936.